# Paris–Roubaix
Paris–Roubaix este o cursă de ciclism de o zi care se desfășoară anual în nordul Franței. Startul se dă lângă Paris, în localitatea Compiègne, iar finalul este pe velodromul din Roubaix. Este una dintre cele mai vechi curse de ciclism din lume și este inclusă în așa-numitele cinci monumente de ciclism, care includ și: Milano–San Remo, Turul Flandrei, Liège–Bastogne–Liège și Giro di Lombardia. Paris–Roubaix este celebră pentru sectoarele sale pavate cu piatră cubică. Este poreclită Infernul Nordului, Regina Clasicelor sau La Pascale (Cursa de Paște).
Prima ediție a avut loc în 1896 iar până în 1967, startul s-a dat în Paris; în 1968 startul a fost mutat la Chantilly; din 1977 cursa pornește din Compiègne, localitate aflată la aproximativ 85 de kilometri nord-est de centrul Parisului. Din 1943, finișul are loc aproape în fiecare an pe velodromul din Roubaix. Cursa e organizată de societatea media Amaury Sport Organisation la jumătatea lunii aprilie.

## Câștigători
| An   | Câștigător              | Locul doi               | Locul trei           |           |
| ---- | ----------------------- | ----------------------- | -------------------- | --------- |
| 1896 | Josef Fischer           | Charles Meyer           | Maurice Garin        |           |
| 1897 | Maurice Garin           | Mathieu Cordang         | Michel Frédérick     |           |
| 1898 | Maurice Garin           | Auguste Stéphane        | Édouard Wattelier    |           |
| 1899 | Albert Champion         | Paul Bor                | Ambroise Garin       |           |
| 1900 | Émile Bouhours          | Josef Fischer           | Maurice Garin        |           |
| 1901 | Lucien Lesna            | Ambroise Garin          | Lucien Itsweire      |           |
| 1902 | Lucien Lesna            | Édouard Wattelier       | Ambroise Garin       |           |
| 1903 | Hippolyte Aucouturier   | Claude Chapperon        | Louis Trousselier    |           |
| 1904 | Hippolyte Aucouturier   | César Garin             | Lucien Pothier       |           |
| 1905 | Louis Trousselier       | René Pottier            | Henri Cornet         |           |
| 1906 | Henri Cornet            | Marcel Cadolle          | René Pottier         |           |
| 1907 | Georges Passerieu       | Cyrille Van Hauwaert    | Louis Trousselier    |           |
| 1908 | Cyrille Van Hauwaert    | Georges Lorgeou         | François Faber       |           |
| 1909 | Octave Lapize           | Louis Trousselier       | Jules Masselis       |           |
| 1910 | Octave Lapize           | Cyrille Van Hauwaert    | Eugène Christophe    |           |
| 1911 | Octave Lapize           | Alphonse Charpiot       | Cyrille Van Hauwaert |           |
| 1912 | Charles Crupelandt      | Gustave Garrigou        | Maurice Léturgie     |           |
| 1913 | François Faber          | Charles Deruyter        | Charles Crupelandt   |           |
| 1914 | Charles Crupelandt      | Louis Luguet            | Louis Mottiat        |           |
| 1919 | Henri Pélissier         | Philippe Thys           | Honoré Barthélémy    |           |
| 1920 | Paul Deman              | Eugène Christophe       | Lucien Buysse        |           |
| 1921 | Henri Pélissier         | Francis Pélissier       | Léon Scieur          |           |
| 1922 | Albert Dejonghe         | Jean Rossius            | Emile Masson         |           |
| 1923 | Heinrich Suter          | René Vermandel          | Félix Sellier        |           |
| 1924 | Jules Van Hevel         | Maurice Ville           | Félix Sellier        |           |
| 1925 | Félix Sellier           | Pietro Bestetti         | Jules Van Hevel      |           |
| 1926 | Julien Delbecque        | Gustaaf Van Slembrouck  | Gaston Rebry         |           |
| 1927 | Georges Ronsse          | Joseph Curtel           | Charles Pélissier    |           |
| 1928 | André Leducq            | Georges Ronsse          | Charles Meunier      |           |
| 1929 | Charles Meunier         | Georges Ronsse          | Aimé Deolet          |           |
| 1930 | Julien Vervaecke        | Jean Maréchal           | Antonin Magne        |           |
| 1931 | Gaston Rebry            | Charles Pélissier       | Émile Decroix        |           |
| 1932 | Romain Gijssels         | Georges Ronsse          | Herbert Sieronski    |           |
| 1933 | Sylvère Maes            | Julien Vervaecke        | Léon Le Calvez       |           |
| 1934 | Gaston Rebry            | Jean Wauters            | Frans Bonduel        |           |
| 1935 | Gaston Rebry            | André Leducq            | Jean Aerts           |           |
| 1936 | Georges Speicher        | Romain Maes             | Gaston Rebry         |           |
| 1937 | Jules Rossi             | Albert Hendrickx        | Noël Declercq        |           |
| 1938 | Lucien Storme           | Louis Hardiquest        | Marcel Van Houtte    |           |
| 1939 | Émile Masson junior     | Marcel Kint             | Roger Lapébie        |           |
| 1943 | Marcel Kint             | Jules Lowie             | Louis Thiétard       |           |
| 1944 | Maurice Desimpelaere    | Jules Rossi             | Louis Thiétard       |           |
| 1945 | Paul Maye               | Lucien Teisseire        | Kléber Piot          |           |
| 1946 | Georges Claes sr.       | Louis Gauthier          | Lucien Vlaemynck     |           |
| 1947 | Georges Claes sr.       | Adolph Verschueren      | Louis Thiétard       |           |
| 1948 | Rik Van Steenbergen     | Émile Idée              | Georges Claes sr.    |           |
| 1949 | Serse Coppi André Mahé  |                         | Frans Leenen         |           |
| 1950 | Fausto Coppi            | Maurice Diot            | Fiorenzo Magni       |           |
| 1951 | Antonio Bevilacqua      | Louison Bobet           | Rik Van Steenbergen  |           |
| 1952 | Rik Van Steenbergen     | Fausto Coppi            | André Mahé           |           |
| 1953 | Germain Derycke         | Donato Piazza           | Wout Wagtmans        |           |
| 1954 | Raymond Impanis         | Stan Ockers             | Marcel Rijckaert     |           |
| 1955 | Jean Forestier          | Fausto Coppi            | Louison Bobet        |           |
| 1956 | Louison Bobet           | Fred De Bruyne          | Jean Forestier       |           |
| 1957 | Fred De Bruyne          | Rik Van Steenbergen     | Leon Van Daele       |           |
| 1958 | Leon Van Daele          | Miguel Poblet           | Rik Van Looy         |           |
| 1959 | Noël Foré               | Gilbert Desmet          | Marcel Janssens      |           |
| 1960 | Pino Cerami             | Tino Sabbadini          | Miguel Poblet        |           |
| 1961 | Rik Van Looy            | Marcel Janssens         | René Vanderveken     |           |
| 1962 | Rik Van Looy            | Emile Daems             | Frans Schoubben      |           |
| 1963 | Emile Daems             | Rik Van Looy            | Jan Janssen          |           |
| 1964 | Peter Post              | Benoni Beheyt           | Yvo Molenaers        |           |
| 1965 | Rik Van Looy            | Edward Sels             | Willy Vannitsen      |           |
| 1966 | Felice Gimondi          | Jan Janssen             | Gustaaf De Smet      |           |
| 1967 | Jan Janssen             | Rik Van Looy            | Rudi Altig           |           |
| 1968 | Eddy Merckx             | Herman Vanspringel      | Walter Godefroot     |           |
| 1969 | Walter Godefroot        | Eddy Merckx             | Willy Vekemans       |           |
| 1970 | Eddy Merckx             | Roger De Vlaeminck      | Eric Leman           |           |
| 1971 | Roger Rosiers           | Herman Vanspringel      | Marino Basso         |           |
| 1972 | Roger De Vlaeminck      | André Dierickx          | Barry Hoban          |           |
| 1973 | Eddy Merckx             | Walter Godefroot        | Roger Rosiers        |           |
| 1974 | Roger De Vlaeminck      | Francesco Moser         | Marc Demeyer         |           |
| 1975 | Roger De Vlaeminck      | Eddy Merckx             | André Dierickx       |           |
| 1976 | Marc Demeyer            | Francesco Moser         | Roger De Vlaeminck   |           |
| 1977 | Roger De Vlaeminck      | Willy Teirlinck         | Freddy Maertens      |           |
| 1978 | Francesco Moser         | Roger De Vlaeminck      | Jan Raas             |           |
| 1979 | Francesco Moser         | Roger De Vlaeminck      | Hennie Kuiper        |           |
| 1980 | Francesco Moser         | Gilbert Duclos-Lassalle | Dietrich Thurau      |           |
| 1981 | Bernard Hinault         | Roger De Vlaeminck      | Francesco Moser      |           |
| 1982 | Jan Raas                | Yvon Bertin             | Gregor Braun         |           |
| 1983 | Hennie Kuiper           | Gilbert Duclos-Lassalle | Francesco Moser      |           |
| 1984 | Sean Kelly              | Rudy Rogiers            | Alain Bondue         |           |
| 1985 | Marc Madiot             | Bruno Wojtinek          | Sean Kelly           |           |
| 1986 | Sean Kelly              | Rudy Dhaenens           | Adrie van der Poel   |           |
| 1987 | Eric Vanderaerden       | Patrick Versluys        | Rudy Dhaenens        |           |
| 1988 | Dirk Demol              | Thomas Wegmüller        | Laurent Fignon       |           |
| 1989 | Jean-Marie Wampers      | Dirk De Wolf            | Edwig Van Hooydonck  |           |
| 1990 | Eddy Planckaert         | Steve Bauer             | Edwig Van Hooydonck  |           |
| 1991 | Marc Madiot             | Jean-Claude Colotti     | Carlo Bomans         |           |
| 1992 | Gilbert Duclos-Lassalle | Olaf Ludwig             | Johan Capiot         |           |
| 1993 | Gilbert Duclos-Lassalle | Franco Ballerini        | Olaf Ludwig          |           |
| 1994 | Andrei Cimili           | Fabio Baldato           | Franco Ballerini     |           |
| 1995 | Franco Ballerini        | Andrei Cimili           | Johan Museeuw        |           |
| 1996 | Johan Museeuw           | Gianluca Bortolami      | Andrea Tafi          |           |
| 1997 | Frédéric Guesdon        | Jo Planckaert           | Johan Museeuw        |           |
| 1998 | Franco Ballerini        | Andrea Tafi             | Wilfried Peeters     |           |
| 1999 | Andrea Tafi             | Wilfried Peeters        | Tom Steels           |           |
| 2000 | Johan Museeuw           | Peter Van Petegem       | Erik Zabel           |           |
| 2001 | Servais Knaven          | Johan Museeuw           | Romāns Vainšteins    |           |
| 2002 | Johan Museeuw           | Steffen Wesemann        | Tom Boonen           |           |
| 2003 | Peter Van Petegem       | Dario Pieri             | Veaceslav Ekimov     |           |
| 2004 | Magnus Bäckstedt        | Tristan Hoffman         | Roger Hammond        |           |
| 2005 | Tom Boonen              | George Hincapie         | Juan Antonio Flecha  |           |
| 2006 | Fabian Cancellara       | Tom Boonen              | Alessandro Ballan    |           |
| 2007 | Stuart O'Grady          | Juan Antonio Flecha     | Steffen Wesemann     |           |
| 2008 | Tom Boonen              | Fabian Cancellara       | Alessandro Ballan    |           |
| 2009 | Tom Boonen              | Filippo Pozzato         | Thor Hushovd         |           |
| 2010 | Fabian Cancellara       | Thor Hushovd            | Juan Antonio Flecha  |           |
| 2011 | Johan Vansummeren       | Fabian Cancellara       | Maarten Tjallingii   |           |
| 2012 | Tom Boonen              | Sébastien Turgot        | Alessandro Ballan    |           |
| 2013 | Fabian Cancellara       | Sep Vanmarcke           | Niki Terpstra        |           |
| 2014 | Niki Terpstra           | John Degenkolb          | Fabian Cancellara    |           |
| 2015 | John Degenkolb          | Zdeněk Štybar           | Greg Van Avermaet    |           |
| 2016 | Mathew Hayman           | Tom Boonen              | Ian Stannard         |           |
| 2017 | Greg Van Avermaet       | Zdeněk Štybar           | Sebastian Langeveld  |           |
| 2018 | Peter Sagan             | Silvan Dillier          | Niki Terpstra        |           |
| 2019 | Philippe Gilbert        | Nils Politt             | Yves Lampaert        |           |
| 2020 | cancelled               | cancelled               | cancelled            | cancelled |
| 2021 | Sonny Colbrelli         | Florian Vermeersch      | Mathieu van der Poel |           |
| 2022 | Dylan van Baarle        | Wout van Aert           | Stefan Küng          |           |
| 2023 | Mathieu van der Poel    | Jasper Philipsen        | Wout van Aert        |           |
| 2024 | Mathieu van der Poel    | Jasper Philipsen        | Mads Pedersen        |           |
| 2025 |                         |                         |                      |           |